# BMCE Capital
 (mars 2014).
BMCE Capital est le Pôle Banque d'Affaires du Groupe BMCE Bank, institution financière de premier plan au Maroc, avec une présence significative à l'international.

## Présentation
BMCE Capital abrite six lignes métiers : Marchés des Capitaux, Gestion d'Actifs, Intermédiation Boursière, Gestion Privée, Conseil & Ingénierie Financière et Conservation de Titres.

## Activités

### Marchés des Capitaux
BMCE Capital Markets est une plateforme de trading multi-produits, pour compte propre et pour compte de tiers, corporate et institutionnels.

### Gestion d'Actifs
BMCE Capital Gestion est une société de gestion d'actifs. Son portefeuille clients est composé d'investisseurs institutionnels, corporate et privés, à qui elle propose des produits de placement sur l’ensemble des classes d’actifs .

### Intermédiation Boursière
BMCE Capital Bourse est une société de bourse. Elle dispose d’un portefeuille de clients patrimoniaux et institutionnels, au Maroc et à l'international, et opère sur la place financière de Casablanca depuis une vingtaine d'années.

### Gestion Privée
BMCE Capital Gestion Privée est la ligne métier dédiée à une clientèle privée haut de gamme. Elle dispose d'un savoir-faire en matière d'ingénierie patrimoniale et financière, gestion patrimoniale et family office.

### Conseil & Ingénierie Financière
Spécialisée dans les métiers du Corporate Finance, BMCE Capital Conseil est une société de conseil en opérations stratégiques (fusions-acquisitions, financements structurés et partenariats public-privé) et en opérations sur les marchés des capitaux (actions et dettes).

### Conservation de Titres
BMCE Capital Titres est une structure opérant sur le post marché, spécialisée dans la gestion des flux et des stocks d’instruments financiers (conservation Titres, administration de comptes, dénouement, opérations sur titres, encaissement coupons…).